# Perditorulus woolleyi
Perditorulus woolleyi är en stekelart som beskrevs av Christer Hansson 1996. Perditorulus woolleyi ingår i släktet Perditorulus och familjen finglanssteklar. Inga underarter finns listade i Catalogue of Life.